# Дейц, Иммануил
Иммануил Дейц (1763—1842) — немецкий раввин, переехавший с семьй в Париж (1806); главный раввин центральной консистории во Франции в 1810—1842 годы.
Получив образование в майнцском иешиботе (талмудическая школа), Дейц занял раввинский пост в Кобленце. Был членом синедриона 1806—1807 годов и, согласно распоряжению Наполеона I, занял место в центральной еврейской консистории. Был проповедником старой школы и хотя знал французский язык, однако, никогда не пользовался им с кафедры.

## Семья
В 1789 году женился на Юдифи Берман (Judith Berman; ум. 1823), у них было семеро детей.
- Дочь Сара была замужем за Давидом Драхом, перешедшим в католичество (1823), после чего она его оставила.
- Сын Симон[англ.] (1802—1852) также перешёл в католичество (1828), прежде чем вернуться к иудаизму[2], и был на службе у герцогини Беррийской, после Июльской революции (1830) вовлечённой в борьбу орлеанистов и легитимистов, однако выдал её французским властям в ноябре 1832 года, что стало причиной антисемитских настроений среди легитимистов[4].